# Meistaradeildin (1974)
W roku 1974 odbyła się 32. edycja Meistaradeildin (dziś zwanej Formuladeildin), czyli pierwszej ligi piłki nożnej archipelagu Wysp Owczych. W sezonie brało udział 6 zespołów, zwycięzcą został HB Tórshavn, broniąc w ten sposób wywalczony w poprzednim sezonie tytuł.

## Uczestnicy
| Uczestnicy Meistaradeildin 1973                                                                               | Uczestnicy Meistaradeildin 1973 | Uczestnicy Meistaradeildin 1973 | Uczestnicy Meistaradeildin 1973 |
| --- | ------------------------------- | ------------------------------- | ------------------------------- |
| HB | HB Tórshavn                     | 1                               |                                 |
| KÍ | KÍ Klaksvík                     | 2                               |                                 |
| TB | TB Tvøroyri                     | 3                               |                                 |
| VB | VB Vágur                        | 4                               |                                 |
| B36 | B36 Tórshavn                    | 5                               |                                 |
| ÍF | ÍF Fuglafjørður                 | 6                               |                                 |
| Oznaczenia: - kolumna pierwsza – skróty nazw drużyn, - kolumna trzecia – miejsce zajęte w poprzednim sezonie. |                                 |                                 |                                 |

## Rozgrywki

### Tabela ligowa
| Lp. | Drużyna         | M  | Z | R | P | Bramki | Bramki | Różn. | Pkt | Uwagi |
| --- | --------------- | -- | - | - | - | ------ | ------ | ----- | --- | ----- |
| 1   | HB Tórshavn (M) | 10 | 9 | 0 | 1 | 40     | 11     | +29   | 18  |       |
| 2   | KÍ Klaksvík     | 10 | 4 | 2 | 4 | 17     | 18     | −1    | 10  |       |
| 3   | VB Vágur        | 10 | 4 | 1 | 5 | 15     | 18     | −3    | 9   |       |
| 4   | TB Tvøroyri     | 10 | 2 | 4 | 4 | 17     | 22     | −5    | 8   |       |
| 5   | B36 Tórshavn    | 10 | 3 | 2 | 5 | 14     | 21     | −7    | 8   |       |
| 6   | ÍF Fuglafjørður | 10 | 2 | 3 | 5 | 14     | 27     | −13   | 7   |       |

### Wyniki spotkań
| Gospodarz \ Gość | B36 | HB  | ÍF  | KÍ  | TB  | VB  |
| B36 Tórshavn     |     | 0:3 | 1:0 | 3:0 | 1:1 | 3:0 |
| HB Tórshavn      | 7:2 |     | 8:0 | 4:3 | 5:0 | 3:0 |
| ÍF Fuglafjørður  | 3:0 | 1:4 |     | 2:2 | 3:3 | 2:1 |
| KÍ Klaksvík      | 3:1 | 1:3 | 3:1 |     | 2:0 | 3:1 |
| TB Tvøroyri      | 2:2 | 2:3 | 1:1 | 3:0 |     | 1:3 |
| VB Vágur         | 2:1 | 2:0 | 4:1 | 0:0 | 2:4 |     |

Aktualne na 28 czerwca 2012. Źródło: FaroeSoccer.com
Objaśnienia:
1Drużyna gospodarzy jest wymieniona po lewej stronie tabeli.
Kolory: zielony – zwycięstwo gospodarzy, żółty – remis, różowy – zwycięstwo gości.